# VMRO-DPMNE
Makedoniens inre revolutionär organisation – Demokratiska partiet för Makedoniens nationell enighet (Внатрешна Македонска Револуционерна Организација – Демократска Партија за Македонско Национално Единство (ВМРО-ДПМНЕ), Vnatrešna Makedonska Revolucionerna Organizacija – Demokratska Partija za Makedonsko Nacionalno Edinstvo (VMRO–DPMNE)) är ett nationalistiskt patriotiskt kristdemokratiskt makedonskt politiskt parti, bildat den 17 juni 1990 i Skopje. Förleden av namnet, VMRO, är taget från den historiska, patriotiska och revolutionära organisationen med samma namn, vilken man hävdar ideologiskt släktskap med liksom många andra partier, däribland SDSM.
I de första demokratiska valen, efter självständigheten 1991, blev VMRO–DPMNE landets största politiska parti men uppnådde inte egen majoritet i parlamentet, och valde hellre att vara i opposition än att bilda samlingsregering med ett albanskt parti. VMRO–DPMNE bojkottade andra valomgången 1994, med hänvisning till påstått valfusk i första valomgången.
Vid partikongressen i Kičevo 1995, beslutade man att överge sin uttalat nationalistiska kurs och istället bli ett kristdemokratiskt parti. Detta möjliggjorde det samregerande med Albanska demokratiska partiet som följde på valsegern 1998. Premiärminister blev VMRO–DPMNE:s förste partiledare Ljubčo Georgievski.
1999 vann Boris Trajkovski, från VMRO–DPMNE, presidentvalet i Makedonien. Han dog i en flygolycka 2004; presidentposten har därefter innehafts av företrädare från ett konkurrerande parti.
I valet 2002 förlorade VMRO–DPMNE regeringsmakten men återtog den i september 2006. Premiärminister blev partiledaren Nikola Gruevski.
Den bulgarofiliska delen av partiet bildade ett nytt parti VMRO-NP den 4 juli 2004.
Den 15 maj 2007, blev VMRO–DPMNE observatör inom Europeiska folkpartiet.
I parlamentsvalet den 1 juni 2008 deltog VMRO–DPMNE i den segrande valkartellen För ett bättre Makedonien och Nikola Gruevski kunde omväljas till premiärminister.
I presidentvalet den 22 februari 2009 fick partiets presidentkandidat Gjorge Ivanov flest röster. Men eftersom han inte erövrade de 50 procent som krävs för att vinna redan i första valomgången hölls en andra valomgång den 5 april.